# Don't Look Down (chanson)
Pour les articles homonymes, voir Don't Look Down.
Singles par Martin Garrix
Forbidden Voices
(2015) The Only Way Is Up
(2015)
Singles par Usher
Body Language
(2014)
Don't Look Down est une chanson du producteur et DJ néerlandais Martin Garrix, en featuring avec Usher. 

## Développement
Le titre est sorti le 17 mars 2015 en téléchargement numérique sur iTunes. La chanson a été écrite et produite par Martijn Garritsen et Usher Raymond IV.
Un remix de la chanson par Dash Berlin connait un franc succès, tout comme la version originale du titre.

## Clip vidéo
Don't Look Down est sorti le 23 mars 2015 sur YouTube,.

## Liste des pistes
| 1. | Don't Look Down | 3:43 |

| 1. | Don't Look Down (Main Version)     | 3:43 |
| 2. | Don't Look Down (Extended Version) | 5:24 |

## Classement hebdomadaire
| Classement (2015)                       | Meilleure position |
| --------------------------------------- | ------------------ |
| Pays-Bas (Nederlandse Top 40)           | 16                 |
| Autriche (Ö3 Austria Top 40)            | 37                 |
| Belgique (Flandre Ultratop 50 Singles)  | 26                 |
| Belgique (Wallonie Ultratop 50 Singles) | 37                 |
| France (SNEP)                           | 136                |
| Allemagne (Media Control AG)            | 37                 |
| Suède (Sverigetopplistan)               | 62                 |
| Suisse (Schweizer Hitparade)            | 65                 |
| Royaume-Uni (UK Singles Chart)          | 9                  |
| États-Unis (Dance Club Songs)           | 3                  |
| États-Unis (Pop Airplay)                | 33                 |
| Australie (ARIA)                        | 63                 |
| Irlande (IRMA)                          | 29                 |
| Écosse (OCC)                            | 2                  |
| Canada (Hot 100)                        | 55                 |
| Tchéquie (IFPI Rádio)                   | 12                 |
| Italie (FIMI)                           | 49                 |
| Slovaquie (IFPI Rádio)                  | 25                 |

### Certifications
| Pays              | Certification |
| ----------------- | ------------- |
| Italie (FIMI)     | Platine       |
| Pologne (ZPAV)    | Or            |
| Royaume-Uni (BPI) | Or            |
| Australie (ARIA)  | Or            |
| Canada (MC)       | Or            |
| États-Unis (RIAA) | Or            |
| Brésil (PMB)      | Or            |